# (200177) 1999 JY30
(200177) 1999 JY30 es un asteroide perteneciente al cinturón de asteroides, descubierto el 10 de mayo de 1999 por el equipo del Lincoln Near-Earth Asteroid Research desde el Laboratorio Lincoln, Socorro, Nuevo México.

## Designación y nombre
Designado provisionalmente como 1999 JY30.

## Características orbitales
1999 JY30 está situado a una distancia media del Sol de 2,407 ua, pudiendo alejarse hasta 2,831 ua y acercarse hasta 1,983 ua. Su excentricidad es 0,176 y la inclinación orbital 1,515 grados. Emplea 1364,26 días en completar una órbita alrededor del Sol.

## Características físicas
La magnitud absoluta de 1999 JY30 es 16,7.